# 伍爾西號驅逐艦 (DD-77)
伍爾西號驅逐艦（舷號DD-77）是一艘美國海軍建造的驅逐艦，為維克斯級驅逐艦的三號艦。她是美軍第一艘以伍爾西為名的軍艦，以紀念1812年戰爭時期的海軍軍官米蘭頓·伍爾西（Melancthon Taylor Woolsey）。

## 历史
伍爾西號在1917年於緬因州巴斯巴斯鋼鐵廠開始建造，在1918年9月17日下水，9月30日开始服役。麦克奈尔少校是它的指挥官。
在巴斯测试后伍爾西號驅逐艦在波士顿海军船厂和纽波特鱼雷战装备。10月9日它赴纽约伴随維珍尼亞號戰艦。10月13日它们保护船队HX-52离开纽约市的港口去欧洲。路上无事，22日它们与一支英国护航队会和。此后伍爾西號去爱尔兰最北部的班克拉纳。10月23日到达。两天后它离开班克拉纳通过爱尔兰海去亚速尔群岛的蓬塔德爾加達。30日在那里加燃料后它开始返航，于11月5日返回纽约。它在纽约待了一个月，在这段时间里于11月11日康边停战协定签订，第一次世界大战停火。伍爾西號离开纽约返回欧洲加入那里维护战后秩序的美国舰队。12月20日它到达法国布雷斯特，加入美国驻欧洲海军。
此后的七个月里伍爾西號在美国驻欧洲舰队里完成各种任务，它的主要任务是在布雷斯特和英国南部（主要是普利茅斯和南安普敦）间运送人员和信件。1919年3月11日它是四艘护卫把美国总统伍德罗·威尔逊运送到布雷斯特的乔治·华盛顿号游船的驱逐舰中的一艘。此后它在英国和法国之间游航四个月后伍爾西號又负责护卫运送离开巴黎和会的威尔逊的乔治·华盛顿号返回美国。1919年6月末它随同乔治·华盛顿号离开布雷斯特，7月8日它们到达漢普頓錨地。
10天后伍爾西號就又出海去往新使命：参加美國太平洋艦隊。24日它到达巴拿马，穿过巴拿马运河，去往夏威夷群岛参加演习。演习后它返回美国西海岸聖地牙哥。1920年5月31日它去马尔岛海军船厂——估计进行大修理。10月20日它返回舰队。此后伍爾西號沿北美洲西海岸参加太平洋舰队活动。1921年2月26日清晨在巴拿马太平洋海岸外科伊瓦島行动时伍爾西號與一艘商船相撞後斷開兩截沉沒。100人幸存，17人受伤，15人失踪，1人死亡。幸存者被伍尔西号的姊妹舰阿倫·華特號驅逐艦救起。
戰後伍爾西號由大西洋調到太平洋服役。1921年2月21日，伍爾西號與一艘商船相撞後斷開兩截沉沒。